# Liste der Hochhäuser in Ottawa
Dies ist eine Liste der Hochhäuser in Ottawa, der Hauptstadt Kanadas. Ottawa hat im Vergleich zu Toronto, Calgary oder Vancouver relativ wenige Hochhäuser mit Höhen über 100 Meter. In Ottawa als Landeshauptstadt und Regierungssitz befinden sich jedoch sehr viele Regierungseinrichtungen im Vergleich zu anderen kanadischen Städten.

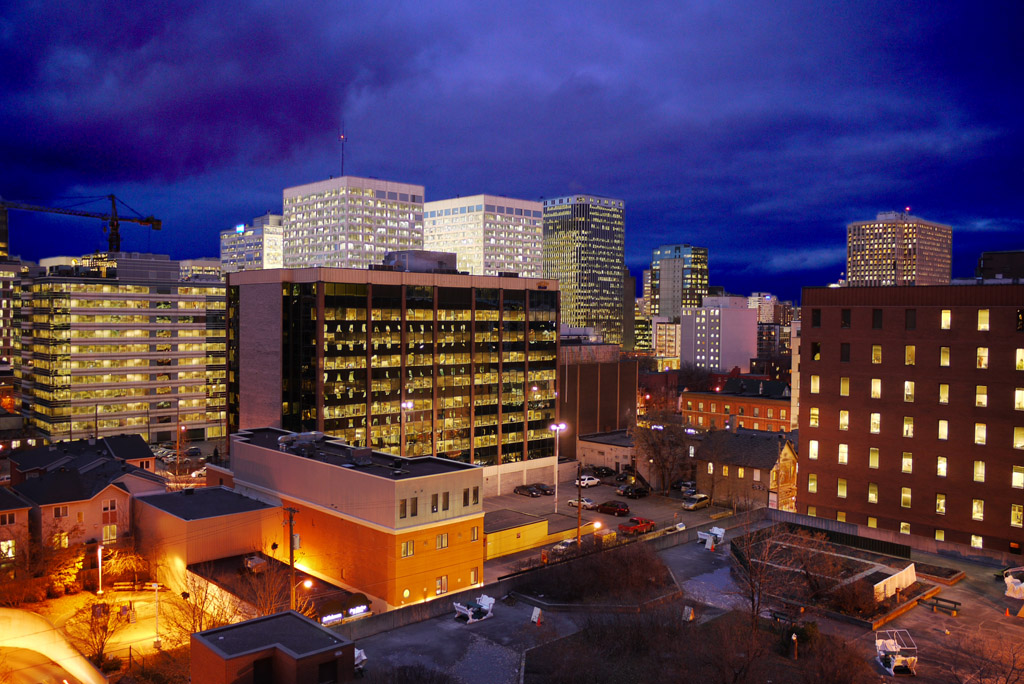
Blick abends auf Downtown Ottawa

## Hochhäuser
Die folgende Liste zeigt Hochhäuser in Ottawa mit Höhen über 80 Meter:
H. = Höhe in Metern, E. = Etagen, BJ = Baujahr (Jahr der Fertigstellung), Liste ist unvollständig!
| Rang | Name                        | H.   | E. | Nutzung           | BJ   | Foto |
| ---- | --------------------------- | ---- | -- | ----------------- | ---- | ---- |
| 1    | Place de Ville III          | 112  | 29 | Büro              | 1971 |      |
| 2    | Minto Metropole             | 109  | 33 | Wohngebäude       | 2004 |      |
| 3    | Le Parc                     | 104  | 28 | Wohngebäude       | 1988 |      |
| 4    | R. H. Coats Building        | 99   | 26 | Bürogebäude       | 1976 |      |
| 5    | Minto Place Suite Hotel     | 98   | 30 | Hotel             | 1989 |      |
| 6    | World Exchange Plaza West   | 96   | 20 | Bürogebäude       | 1991 |      |
| 7    | Ottawa Marriott Hotel       | 96   | 27 | Hotel             | 1972 |      |
| 8    | Place Bell Canada           | 94   | 27 | Bürogebäude       | 1971 |      |
| 9    | Crown Plaza Hotel           | 94   | 26 | Hotel             | 1967 |      |
| 10   | Place Export Canada         | ?    | 26 | Bürogebäude       | 1983 |      |
| 11   | The Classics                | ?    | 26 | Wohngebäude       | 1990 |      |
| 12   | Parliament Hill             | 92   | 13 | Regierungsgebäude | 1927 |      |
| 13   | Constitution Square Tower 2 | 90   | 21 | Bürogebäude       | 1992 |      |
| 14   | The Carlisle                | ?    | 28 | Büro, Wohngebäude | 1989 |      |
| 15   | Performance Court           | 90,5 | 23 |                   | 2014 |      |
| 16   | Claridge Plaza III          | 86   | 28 |                   | 2014 |      |

## Bauprojekte
| Name                  | H.   | E. | Fertigstellung geplant | Aktueller Status |
| --------------------- | ---- | -- | ---------------------- | ---------------- |
| Claridge Icon         | 143  | 45 | 2017                   | in Bau           |
| Soho Italia           | 95,5 | 30 |                        | Angekündigt      |
| 265 Laurier Avenue W. | 85   | 19 |                        | Angekündigt      |
| Claridge Plaza IV     | 85   | 28 | 2013                   | in Bau           |
| Tribeca I             | 84,5 | 27 | 2013                   | in Bau           |
| Tribeca II            | 84,5 | 27 | 2013                   | in Bau           |
| Napean Tower          | 82,5 | 27 | 2014                   | in Bau           |